# イナルチ
イナルチ（モンゴル語: Inalči、中国語: 亦納勒赤、生没年不詳）は、13世紀初頭にチンギス・カンに仕えたオイラト部族長クドカ・ベキの息子。『元朝秘史』などの漢文史料では亦納勒赤(yìnàlèchì)、『集史』などのペルシア語史料ではاینالجی(īnāljī)と記される。

## 概要
12世紀末から13世紀初頭にかけてオイラト部族長の地位にあったクドカ・ベキの息子として生まれ、兄弟にはトレルチ、オグルトトミシュらがいた。
1208年、モンゴル高原北西部の「ホイン・イルゲン（森林の民）」の中で最も早くチンギス・カンに投降したクドカ・ベキはその功績を評価され、クドカ・ベキの子のトレルチがチンギス・カンの娘のチチェゲンを娶り、チンギス・カンの子のトルイがクドカ・ベキの娘のオグルトトミシュを娶る「交換婚」が計画された。これ以後、クドカ・ベキ家はチンギス・カン家と密接な婚姻関係を結ぶ姻族として栄えていくことになる。
トルイ家と深い関係を築いたトレルチに対し、イナルチはチンギス・カンの長男のジョチの家系と深い関係を結んだ。ジョチの息子で、その後継者となったバトゥは自身の姉妹であるコルイ・エゲチをイナルチに与え、イナルチとコルイ・エゲチの間にはウルドという息子が生まれた。
イナルチとトレルチがチンギス・カン家の女性を娶ったことは広く知られており、『元朝秘史』、『元史』、『集史』、『黄史（シラ・トージ）』といった諸史料に記録されているが、これらの史料の記述は相互に矛盾した内容を記載している。『集史』はイナルチがコルイ・エゲチを、トレルチがチチェゲンを娶ったとするが、『元朝秘史』はそれぞれの結婚相手を逆にし、『シラ・トージ』もこれを踏襲する。一方、『元史』はトレルチがチチェゲンを娶ったとする点で『集史』と一致するが、コルイを娶ったのは「カダ（哈答）駙馬」とし、イナルチの名を記さない。
現在では『集史』の「イナルチとコルイ、トレルチとチチェゲンがそれぞれ結婚した」という記述が最も正しく、『元朝秘史』の記述が誤っていると考えられている。また、『元史』がコルイの結婚相手と記す「カダ（哈答）駙馬」はイナルチの別名ではないかと推測されている。

## 子孫
『集史』「オイラト部族史」によると、イナルチとコルイの間にウルド（اولدو/ūldū）という息子が生まれ、ウルドにはニグベイ（نیكبی/nīkbei）とアク・テムル（اقو تیمور/āqū tīmūr）という二人の息子がいたという。
ニグベイとアク・テムルは祖母の実家たるジョチ家のコニチ（オルダ・ウルス当主）に仕えており、ジャライル軍の4千人隊を率いていた。

## オイラト部クドカ・ベキ王家
- クドカ・ベキ（Quduqa Beki ＞忽都合別乞/hūdōuhébiéqǐ,قوتوق بیكی/qūtūqa bīkī）…オイラト部の統治者で、チンギス・カンに降る
  - イナルチ（Inalči ＞亦納勒赤/yìnàlèchì,اینالجی/īnāljī）…ジョチの娘のコルイ・エゲチを娶る
    - ウルド（Uldu ＞اولدو/ūldū）
      - ニグベイ（Nigübei ＞نیكبی/nīkbei）
      - アク・テムル（Aq Temür ＞اقو تیمور/āqū tīmūr）

  - トレルチ・キュレゲン（Törelči ＞脱劣勒赤/tuōlièlèchì,تورالجی كوركان/tūrāljī kūrkān）…チンギス・カンの娘のチチェゲンを娶る
    - ブカ・テムル（Buqa Temür ＞بوكا تیمور/būqā tīmūr）
      - チョバン・キュレゲン（Čoban ＞جوبان كوركان/jūban kūrkān）…アリクブケの娘のノムガンを娶る
      - チャキル・キュレゲン（Čakir ＞جاقر كوركان/jāqir kūrkān）…フレグの娘のモングルゲンを娶る
        - タラカイ・キュレゲン（Taraqai ＞ترقای كوركان/taraqāī kūrkān）…父のチャキルの死後、フレグの娘のモングルゲンをレビラト婚で娶った

      - ノルン・カトン（Nölün qatun ＞نولون خاتون/nūlūn khātūn）…フレグの子のジョムクルに嫁ぐ

    - ブルトア・キュレゲン（Burto'a ＞بورتوا/būrtūā）…名称は不明だが、チンギス・カン家の女性を娶る
    - バルス・ブカ・キュレゲン（Bars buqa ＞بارس بوقا/bārs būqā）…トルイの娘のエルテムルを娶る
      - ベクレミシュ・キュレゲン（Beklemiš ＞別吉里迷失/biéjílǐmíshī,بیكلمیش/bīklamīsh）…名称は不明だが、チンギス・カン家の女性を娶る
      - シーラップ・キュレゲン（Širap ＞沙藍/shālán,شیراپ/shīrāp）…名称は不明だが、チンギス・カン家の女性を娶る
      - エメゲン・カトン（Emegen qatun ＞امكان خاتون/āmkān khātūn）…アリクブケ家のメリク・テムルに嫁ぐ

    - エルチクミシュ・カトン（Elčiqmiš qatun ＞یلجیقمیش خاتون/īljīqmīsh khātūn）…トルイ家のアリクブケに嫁ぐ
    - クイク・カトン（Küik qatun ＞كویك خاتون/kūīk khātūn）…トルイ家のフレグに嫁ぐ
    - オルガナ・カトン（Orγana qatun ＞اورقنه خاتون/ūrqana khātūn）…チャガタイ家のカラ・フレグに嫁ぐ
    - クチュ・カトン（Küčü qatun ＞كوجو خاتون/kūjū khātūn）…ジョチ家のトクカンに嫁ぐ
    - オルジェイ・カトン（Öiǰei qatun ＞اولجای خاتون/ūljāī khātūn）…トルイ家のフレグに嫁ぐ

  - オグルトトミシュ（Oγul tutmiš ＞اوغول توتمیش/ūghūl tūtmīsh）…トルイ家のモンケ・カアンに嫁ぐ

## 延安公主
1. コルイ・エゲチ公主(Qolui egeči ＞火魯/huŏlŭ,قولوی یکاجی/qūlūy īkājī)…ジョチの娘で、イナルチに嫁ぐ
2. チチェゲン公主(Čičegen ＞闍闍干/shéshégàn,جیجاکان/jījākān)…チンギス・カンの娘で、トレルチに嫁ぐ
3. トクトクイ公主(Toqtoqui ＞脱脱灰/tuōtuōhuī)…クビライ・カアンの孫娘で、トゥマンダルに嫁ぐ
4. □□公主…名前や出自は伝わっていないが、ベクレミシュに嫁ぐ
5. □□公主…名前や出自は伝わっていないが、シーラップに嫁ぐ
6. 延安公主…名前や出自は伝わっていないが、延安王エブゲンに嫁ぐ

### 『元史』に記載のないクドカ・ベキ家に嫁いだチンギス・カン家の女性
1. エルテムル(Eltemür ＞یلتمور/īltīmūr)…トルイの娘で、バルス・ブカに嫁ぐ
2. モングルゲン(Möngülügen ＞منکولوقان/munkūlūkān)…フレグの娘で、チャキル、タラカイ父子に嫁ぐ
3. ノムガン(Nomuγan ＞نوموغان/nūmūghān)…アリクブケの娘で、チョバンに嫁ぐ